# 熊建辉
熊建辉（1956年7月—），男，汉族，安徽天长人，大学学历，工学学士。曾任安徽省合肥市人大常委会主任。

## 简历
1974年5月 六安县东河口公社牌楼大队下放知青，1975年7月入党，历任六安县东河口公社“五七”茶林场副主任、副书记，六安县东河口公社团委副书记、西河冲大队党支部书记。
1982年1月毕业于合肥工业大学化工系，工程师。历任六安地区环境监测站干部、副站长，六安行署建设局党组成员，皖西建校校长、书记，霍山县副县长（挂任），霍山县委副书记、县长，寿县县委书记，肥东县委书记，合肥市委常委、政法委书记、组织部长，市委副书记、市委党校校长，市委副书记、市十五届人大常委会主任、党组书记。